# Cương thi tiên sinh 2
Cương Thi Tiên Sinh 2 (tựa tiếng Anh: Mr. Vampire II hoặc Mr. Vampire Part 2) là một bộ phim kinh dị hài Hồng Kông năm 1986 của đạo diễn Lưu Quán Vĩ, được sản xuất bởi Hồng Kim Bảo, với sự tham gia của Lâm Chánh Anh, Nguyên Bưu và Lý Thái Phụng. Bộ phim là phần thứ hai trong loạt năm bộ phim Cương thi tiên sinh của đạo diễn Lưu Quán Vĩ. Cương thi tiên sinh và các phần tiếp theo của nó đã được phát hành như một phần của sự bùng nổ điện ảnh cương thi ở Hồng Kông trong những năm 1980. Tên tiếng Trung của bộ phim được dịch theo nghĩa đen là "Gia đình ma cà rồng".

## Nội dung
Giáo sư Quốc cùng hai người phụ tá là Kê và Sashimi khám phá một hang động trong rừng. Tại đây họ tìm thấy một gia đình ma cương thi gồm bố, mẹ, và đứa con trai nhỏ đều được dán bùa trên trán. Giáo sư Quốc đem cả ba cương thi về phòng thí nghiệm của mình. Ông quyết định đem bán cương thi nhỏ ra chợ đen trước. Trên đường đi, giáo sư Quốc vô tình làm rơi lá bùa trên trán cương thi nhỏ khiến nó thức tỉnh dọa giáo sư Quốc và Sashimi chạy khỏi xe. Khi hai người quay lại xe kiểm tra, cương thi nhỏ đã đi mất.
Trong lúc ấy, tại phòng thí nghiệm, Kê đã bóc lá bùa cương thi mẹ ra để nghiên cứu rồi vô tình làm rách. Cương thi mẹ thức tỉnh tấn công Kê, Kê bóc lá bùa cương thi bố dán lên trán cương thi mẹ thì đến lượt cương thi bố thức tỉnh. Kê vật lộn với hai cương thi và bị cắn vào bắp tay. Giáo sư Quốc và Sashimi trở về kịp thời. Giáo sư Quốc dùng lá bùa của cương thi nhỏ tạm thời phong ấn được cương thi bố dù nó vẫn ngọ nguậy.
Lâm Chánh Anh là một thầy thuốc đồng thời là truyền nhân của đạo sĩ Cửu thúc (nhân vật trong phần phim trước). Ông có cô con gái xinh đẹp là Gigi. Anh chàng phóng viên Hữu Nhân và Gigi yêu nhau nhưng ông Lâm có vẻ không muốn gả con gái cho Nhân vì anh từ chối kế nghiệp tiệm thuốc Bắc của ông.
Kê tìm đến tiệm thuốc của ông Lâm để chữa vết cắn. Là một đạo sĩ lâu năm, ông Lâm dễ dàng nhận ra đó là vết cắn của cương thi bèn bảo Nhân theo dõi Kê. Nhân lén đột nhập vào phòng thí nghiệm trong lúc nhóm của giáo sư Quốc ra ngoài tìm cương thi nhỏ. Nhân tìm được hai cương thi lớn, bóc hai lá bùa ra để chụp ảnh khiến hai cương thi thức tỉnh tấn công anh. Nhân vô tình làm đổ bình hóa chất làm chậm khiến anh cử động chậm chạp không thể chạy thoát khỏi hai cương thi. Ông Lâm và Gigi chạy tới ứng cứu cũng bị nhiễm hóa chất làm chậm luôn. Vất vả lắm ba người mới khống chế được hai cương thi bằng cách cho chúng uống hóa chất độc. Sau đó, ba người bị cảnh sát bắt, hai cương thi tạm thời được đưa vào nhà xác.
Giáo sư Quốc cho Kê biết rằng người bị cương thi cắn phải hút được máu cương thi nếu không sẽ chết. Sashimi bị Kê cắn nên cũng gián tiếp nhiễm độc. Ba người đột nhập vào nhà xác trộm hai cương thi ra. Ông Lâm và Nhân cũng đột nhập vào nhà xác nhằm tiêu diệt cương thi. Kê và Sashimi đặt hai cương thi lên xe tải, ông Lâm và Nhân liền lái xe đi mất. Giữa đường bị cảnh sát chặn lại, ông Lâm đánh liều khống chế cảnh sát và bảo Nhân đốt xe để tiêu diệt cương thi. Hai cương thi đã tỉnh lại nhảy ra khỏi xe gây náo loạn đường phố trước khi chạy thoát.
Cương thi nhỏ sau khi trốn thoát đã lẻn vào nhà cô bé Chia-chia. Chia-chia hiểu nhầm cương thi nhỏ là dân nhập cư bất hợp pháp nên giấu giếm cương thi nhỏ với bố mình. Anh trai Chia-chia sau đó cũng phát hiện ra cương thi nhỏ và hai anh em trở thành bạn tốt của cương thi nhỏ.
Cương thi nhỏ xem được bản tin bố mẹ mình gây náo loạn đường phố nên gào khóc nhớ bố mẹ. Bố Chia-chia phát hiện ra liền nhốt cương thi nhỏ vào tủ và gọi cảnh sát tới. Cương thi bố mẹ nghe được tiếng gào khóc của con chúng nên tìm tới nhà Chia-chia, gia đình cương thi hội ngộ. Cương thi nhỏ ngăn không cho bố mẹ tấn công gia đình Chia-chia và lưu luyến tạm biệt hai người bạn.
Trong lúc cảnh sát bao vây ngôi nhà, ông Lâm thuyết phục cảnh sát để ông và Nhân vào trong trước. Hai người lại bị hai cương thi lớn tấn công. Ông Lâm dùng kiếm gỗ đâm vào ngực cương thi mẹ, tiêu diệt nó. Cương thi bố sau đó cũng bị Nhân dùng súng phóng lựu của cảnh sát bắn chết. Gia đình Chia-chia cố gắng thuyết phục ông Lâm và Nhân đừng làm hại cương thi nhỏ. Ông Lâm tiêm cho cương thi nhỏ một mũi thuốc mê, mặc quần áo của anh trai Chia-chia cho nó qua mặt cảnh sát. Ông Lâm nói với Nhân rằng ông sẽ giúp thằng bé đầu thai. Đúng lúc đó hai người nhìn thấy giáo sư Quốc ngã xuống còn Kê và Sashimi đã biến thành cương thi đang lao về phía họ.

## Diễn viên
- Lâm Chánh Anh trong vai Lâm Chánh Anh, thầy thuốc Đông y và cũng là đạo sĩ có pháp lực cao.
- Nguyên Bưu trong vai Hữu Nhân, một phóng viên và con rể tương lai của ông Lâm.
- Lý Thái Phụng trong vai Gigi, con gái của ông Lâm
- Chung Phát trong vai Giáo sư Quốc, nhà khảo cổ học phát hiện ra cương thi
- Lâu Nam Quang trong vai Kê, trợ lý của ông Quốc
- Ca Li trong vai Sashimi, trợ lý của ông Quốc
- Trương Vinh Tường trong vai Cương thi bố
- Vương Ngọc Hoàn trong vai Cương thi mẹ
- Hà Kiện Uy trong vai Cương thi nhỏ
- Hàn Đào Vũ trong vai Chia-chia, cô bé kết bạn với cương thi nhỏ
- Thái Văn Cam trong vai Anh trai của Chia-chia
- Hồ Phong trong vai Ông Hồ, bố của Chia-chia
- Ngọ Mã trong vai Hàng xóm của ông Hồ
- Điền Tuấn trong vai Cảnh sát Điền
- Phùng Thối Phàm trong vai Nhà khảo cổ học

## Phương tiện truyền thông gia đình

### VHS
| Ngày phát hành      | Quốc gia       | Phân loại      | Nhà xuất bản           | Định dạng | Ngôn ngữ   | Phụ đề    | Ghi chú | Tham khảo |
| ------------------- | -------------- | -------------- | ---------------------- | --------- | ---------- | --------- | ------- | --------- |
| 19 tháng 6 năm 1998 | Hoa Kỳ         | không xác định | Video Tai Seng         | NTSC      | Quảng Đông | Tiếng Anh |         | [ 2 ]     |
| 24 tháng 1 năm 2000 | Vương quốc Anh | 15             | Sản xuất tại Hồng Kông | PAL       | Quảng Đông | Tiếng Anh |         | [ 3 ]     |

### Laserdisc
| Ngày phát hành | Quốc gia | Phân loại | Nhà xuất bản | Danh mục số | Định dạng  | Ngôn ngữ   | Phụ đề     | Ghi chú         | Tham khảo |
| -------------- | -------- | --------- | ------------ | ----------- | ---------- | ---------- | ---------- | --------------- | --------- |
| không xác định | Nhật Bản | Không có  | Video Pony   |             | CLV / NTSC | Quảng Đông | tiếng Nhật | Âm thanh đơn âm | [ 4 ]     |

### VCD
| Ngày phát hành           | Quốc gia   | Phân loại | Nhà xuất bản                        | Định dạng | Ngôn ngữ                          | Phụ đề                                   | Ghi chú | Tham khảo |
| ------------------------ | ---------- | --------- | ----------------------------------- | --------- | --------------------------------- | ---------------------------------------- | ------- | --------- |
| không xác định           | Hồng Kông  | Không có  | Megastar (HK) / Truyền thông châu Á | NTSC      | Quảng Đông                        | Tiếng Anh, tiếng trung quốc truyền thống | 2VCD    |           |
| Ngày 5 tháng 12 năm 2003 | Trung Quốc | Không có  | Quảng Đông Yin Xiang Chu Ban Cô     | NTSC      | Quan thoại                        | không ai                                 | 2VCD    | [ 5 ]     |
| 21 tháng 9 năm 2005      | Đài Loan   | Không có  | Quảng Đông Yin Xiang Chu Ban Cô     | NTSC      | Quan thoại                        | Truyền thống Trung Quốc                  | 2VCD    | [ 6 ]     |
| 11 tháng 7 năm 2008      | Hồng Kông  | Không có  | Bán hàng niềm vui (HK)              | NTSC      | Tiếng Quảng Đông, tiếng phổ thông | Tiếng Anh, tiếng trung quốc truyền thống | 2VCD    | [ 7 ]     |

### Đĩa DVD
| Ngày phát hành           | Quốc gia   | Phân loại | Nhà xuất bản                    | Định dạng | Khu vực | Ngôn ngữ                          | Âm thanh                   | Phụ đề                                                                                | Ghi chú                                        | Tham khảo   |
| ------------------------ | ---------- | --------- | ------------------------------- | --------- | ------- | --------------------------------- | -------------------------- | ------------------------------------------------------------------------------------- | ---------------------------------------------- | ----------- |
| không xác định           | Hồng Kông  | Không có  | Siêu sao                        | NTSC      | Tất cả  | Tiếng Quảng Đông, tiếng Anh       | Kỹ thuật số Dolby 5.1      | Tiếng Anh, tiếng Trung giản thể, tiếng Trung Quốc truyền thống, tiếng Nhật, tiếng Hàn | Chuyển đổi màn hình rộng biến dạng             | [ 8 ] [ 9 ] |
| không xác định           | Nhật Bản   | Không có  | Hình ảnh phổ quát Nhật Bản      | NTSC      | 2       | Quảng Đông, Nhật Bản              | Đơn sắc kỹ thuật số Dolby  | tiếng Nhật                                                                            | Kỹ thuật số được thiết lập lại hộp kỹ thuật số | [ 10 ]      |
| Ngày 3 tháng 8 năm 2001  | Hồng Kông  | Không có  | Deltamac (HK)                   | NTSC      | Tất cả  | Tiếng Quảng Đông, tiếng phổ thông | Kỹ thuật số Dolby 2.0      | Tiếng Anh, tiếng Trung Quốc truyền thống, tiếng Trung giản thể                        |                                                | [ 11 ]      |
| Ngày 5 tháng 12 năm 2003 | Trung Quốc | Không có  | Quảng Đông Yin Xiang Chu Ban Cô | NTSC      | Tất cả  | Quan thoại                        | không xác định             | Tiếng Anh, tiếng Trung giản thể                                                       |                                                | [ 12 ]      |
| 19 tháng 2 năm 2004      | Pháp       | Không có  | Video HK                        | PAL       | 2       | Quảng Đông                        | công nghệ số hóa của Dolby | người Pháp                                                                            | Bộ hộp                                         | [ 13 ]      |
| Ngày 4 tháng 7 năm 2006  | Đài Loan   | Không có  | Xúc tác logic                   | NTSC      | 3       | Tiếng Quảng Đông, tiếng phổ thông | Kỹ thuật số Dolby 5.0      | Tiếng Anh, tiếng trung quốc truyền thống                                              |                                                | [ 14 ]      |
| 11 tháng 10 năm 2009     | Nhật Bản   | Không có  | Giải trí phổ biến Geneon        | NTSC      | 2       | Quảng Đông                        | không xác định             | tiếng Nhật                                                                            | Phiên bản Remastered kỹ thuật số               | [ 15 ]      |
| 16 tháng 4 năm 2009      | Hồng Kông  | Không có  | Bán hàng niềm vui (HK)          | NTSC      | 2       | Tiếng Quảng Đông, tiếng phổ thông | Kỹ thuật số Dolby 2.0      | Tiếng Anh, tiếng Trung Quốc truyền thống, tiếng Trung giản thể                        |                                                | [ 16 ]      |
| 21 tháng 12 năm 2012     | Nhật Bản   | Không có  | Trang chủ / Giải trí Nhật Bản   | NTSC      | 2       | Quảng Đông, Nhật Bản              | công nghệ số hóa của Dolby | tiếng Nhật                                                                            | Làm chủ kỹ thuật số                            | [ 17 ]      |

### Blu-ray
| Ngày phát hành       | Quốc gia  | Phân loại | Nhà xuất bản                         | Định dạng | Khu vực | Ngôn ngữ                          | Âm thanh                                                             | Phụ đề                                   | Ghi chú             | Tham khảo |
| -------------------- | --------- | --------- | ------------------------------------ | --------- | ------- | --------------------------------- | -------------------------------------------------------------------- | ---------------------------------------- | ------------------- | --------- |
| 26 tháng 7 năm 2011  | Hồng Kông | Không có  | CMS Media Limited (HK)               | NTSC      | Một     | Tiếng Quảng Đông, tiếng phổ thông | 6.1, 7.1, Dolby TrueHD, Dolby Digital EX (TM) / THX Surround EX (TM) | Tiếng Anh, tiếng trung quốc truyền thống |                     | [ 18 ]    |
| 21 tháng 12 năm 2012 | Nhật Bản  | Không có  | Giải trí gia đình Paramount Nhật Bản | NTSC      | Một     | Quảng Đông, Nhật Bản              |                                                                      | tiếng Nhật                               | Làm chủ kỹ thuật số | [ 19 ]    |